# Forsteronia leptocarpa
Forsteronia leptocarpa är en oleanderväxtart som först beskrevs av William Jackson Hooker och Arn., och fick sitt nu gällande namn av A. Dc.. Forsteronia leptocarpa ingår i släktet Forsteronia och familjen oleanderväxter. Inga underarter finns listade i Catalogue of Life.